# The New Baby (film 1912)
The New Baby è un cortometraggio muto del 1912 diretto e interpretato da Mack Sennett.

## Produzione
Il film fu prodotto dalla Biograph Company.

## Distribuzione
Distribuito dalla General Film Company, il film - un cortometraggio di 80 metri - uscì nelle sale cinematografiche USA il 24 giugno 1912. Nelle proiezioni, veniva programmato con il sistema dello split reel, accorpato in un'unica bobina con un altro cortometraggio prodotto dalla Biograph, la commedia A Dash Through the Clouds.
Non si conoscono copie ancora esistenti della pellicola che viene considerata presumibilmente perduta